# Saint-Théodorit
Saint-Théodorit è un comune francese di 450 abitanti situato nel dipartimento del Gard, nella regione dell'Occitania.

## Società

### Evoluzione demografica
Abitanti censiti